# Carte de Jérusalem (Arculfe)

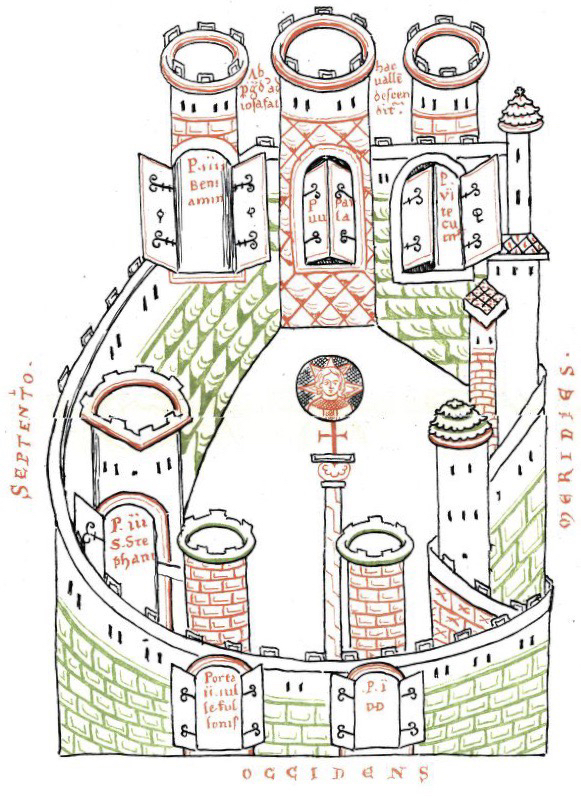
La carte de Jérusalem d'Arculfe.

La carte de Jérusalem d'Arculfe est une ancienne carte de la ville de Jérusalem qui a été publiée dans les manuscrits du premier livre de De locis sanctis d'Arculfe, par l'intermédiaire du moine Adomnan d'Iona, datée de l'an 680. Les cartes et les plans ne figurent pas dans tous les manuscrits connus du texte. Le plus ancien manuscrit connu, montrant la carte, date du IXe siècle, deux siècles après le voyage d'Arculfe.
C'était la plus ancienne carte connue de Jérusalem, jusqu'à la découverte, en 1894, de la carte de Madaba.

## Description
La carte montre les sites chrétiens pertinents, les uns par rapport aux autres.
Arculfe a passé neuf mois à Jérusalem, avant de transmettre le récit de ses voyages à Adomnan, au profit d'autres pèlerins. Adomnan a écrit qu'Arculfe avait dessiné ses cartes et ses plans, sur des tablettes de cire.

### Source de la traduction
- (en) Cet article est partiellement ou en totalité issu de l’article de Wikipédia en anglais intitulé « Arculf Map of Jerusalem » (voir la liste des auteurs).